# Военный институт Министерства обороны Туркменистана
Военный институт Министерства обороны Туркменистана имени Сапармурата Туркменбаши Великого (туркм. Beýik Saparmyrat Türkmenbaşy adyndaky Türkmenistanyň Goranmak ministrliginiň Harby instituty) — учреждение высшего профессионального образования (высшее учебное заведение) Туркменистана, расположенное в Ашхабаде, готовящее офицеров с высшим образованием для Министерства обороны других военных организаций Туркменистана, а также переподготовки и повышения квалификации офицеров. Кроме того институт осуществляет обучение специалистов по таможенному делу.

## История
После распада СССР и обретения независимости Туркменистан столкнулся с оттоком советских военных офицеров и необходимостью формирования собственной системы подготовки военных кадров. Для решения этих задач 3 октября 1992 года в Туркменском государственном университете был создан военный факультет, а 1 сентября 1993 года на базе военного факультета Туркменского государственного университета был образован Военный институт Министерства обороны Туркменистана.  Студенты военного факультета ТГУ и стали в 1993 году первыми слушателями нового университета.
Институт носит имя первого президента Туркменистана Сапармурата Ниязова.
В 2011 году президентом Туркменистана Гурбангулы Бердымухамедовым было утверждено новое положение института.

## Структура
В состав университета входят следующие факультеты: артиллерии; военно-воздушный; общевойсковой; противовоздушной обороны; связи и систем автоматического управления; специальной военной подготовки; управления; таможенное дело; академический факультет, .
В структуру Военного института Министерства обороны Туркменистана входят 3 средние специализированные военные школы:
- № 1 имени Бердымухаммеда Аннаева (г. Ашхабад)
- № 2 имени Алп Арслана (г. Дашогуз)
- № 3 имени Солтан Санджара (г. Мары)

Ученики военных школ получают среднее образование, а после их окончания обладают правом поступления в Военный институт без прохождения срочной службы в вооружённых силах Туркменистана.

## Ректоры
| No | Имя                       | Назначен   | Уволен     | Причина увольнения               |
| 1  | Копеков, Дангатар         | 01.09.1993 | 17.09.1998 | переход на другую работу         |
| 2  | Касымов, Курбанмухаммед   | 17.09.1998 | 24.05.1999 | переход на другую работу         |
| 3  | Сарджаев, Батыр           | 24.05.1999 | 09.07.2001 | переход на другую работу         |
| 4  | Бегенчев, Курбандурды     | 09.07.2001 | 14.03.2002 | за серьезные недостатки в работе |
| 5  | Аразов, Реджепбай         | 14.03.2002 | 29.09.2003 | переход на другую работу         |
| 6  | Мамметгельдыев, Агагельды | 09.12.2003 | 24.02.2007 | переход на другую работу         |
| 7  | Курдов, Атамурад          | 24.02.2007 | 29.07.2008 | в связи с направлением на учебу  |
| 8  | Хезретов, Мовлямкули      | 01.08.2008 | 02.03.2011 | переход на другую работу         |
| 9  | Мухаммедкулиев, Юсуп      | 02.03.2011 | 02.08.2011 | переход на другую работу         |
| 10 | Аширов, Ходжакули         | 02.08.2011 | 05.12.2013 | переход на другую работу         |
| 11 | Аманов, Шамурад           | 05.12.2013 |            | действующий                      |

## Обучение
В 1992/1993 учебном году на военный факультет Туркменского государственного университета было принято 90 курсантов-первокурсников. На следующий год они продолжили обучение на втором курсе вновь образованного Военного института Министерства обороны Туркменистана.
Ежегодно на первый курс Военного института Министерства обороны Туркменистана поступают около 400 курсантов.  Всего в институте учится около 2000 курсантов.
Обучаются в институте как мужчины, так и женщины. Обучение женщин ориентировано на получение смежных для вооружённых сил профессий: специалист по тыловому обеспечению, психолог, финансист, юрист.
Для обеспечения процесса обучения и тренировок учащихся аудитории университета оснащены тренажёрами, позволяющими отрабатывать навыки по управлению военной техникой и участию в военных учениях.
По окончании Военного института Министерства обороны Туркменистана его выпускникам вручаются удостоверения офицеров.

## Материально-техническая база
С 2004 по 2012 год Военный институт Министерства обороны Туркменистана располагался в здании по адресу: Ашхабад, проспект Сапармурада Туркменбаши д. 31 — построенном турецкой компанией «ГАП». Открытие здания состоялось 1 марта 2004 года. Стоимость строительства — 20 миллионов долларов США, согласно договору между Министерством обороны Туркменистана и компанией «ГАП», подписанному 7 июня 2002 года.
27 января 2012 года рядом с прежним зданием Военного института был открыт комплекс новых зданий, построенных турецкой компанией «Полимекс». В новых зданиях, помимо расширившегося Военного института, расположились также специализированная военная школа № 1, Центральный дом офицеров, Центр управления по чрезвычайным ситуациям Министерства обороны Туркменистана и несколько казарм. Стоимость строительства составила 219 миллионов долларов США. Новый адрес института: г. Ашхабад, Копетдагский этрап, улица героя Туркменистана Атамурата Ниязова, дом 135.
В комплексе Военного института находится ряд спортивных объектов: бассейн, баскетбольная и волейбольная, мини-футбольное поле и др.

## Организация досуга курсантов
У института есть хоккейная команда «Ватанчи», принимающая участие в чемпионате Туркменистана по хоккею с шайбой. В сезоне 2018/2019 клуб впервые в своей истории стал бронзовым призёром чемпионата страны, а в конце 2018 года стал финалистом Кубка Президента Туркменистана по хоккею.